# EMI Classics
La EMI Classics è una etichetta discografica facente parte del gruppo EMI e specializzata nella produzione di dischi di musica classica.

## Storia
È stata fondata nel 1990 per la distribuzione internazionale dei dischi di musica classica, accorpando titoli che nei vari paesi apparivano con il nome di svariate etichette: Angel, Seraphim, Odeon, Columbia, His Master's Voice e altre ancora. I titoli prodotti per la distribuzione solo in determinati paesi e non internazionalmente sono continuati a essere distribuiti con il loro marchio storico ad eccezione della Columbia, che la EMI cedette alla Sony Music.
Oltre a dischi di musica classica troviamo in catalogo anche alcuni titoli di genere crossover. Tra gli artisti italiani troviamo Franco Battiato (con la Messa Arcaica) e Angelo Branduardi (con i dischi della serie Futuro Antico).
Negli anni '70 la Electrola, etichetta tedesca sussidiaria della EMI, ha dato vita a una collana di dischi, la EMI "Reflexe", dedicata esclusivamente alla musica antica e barocca con interpretazioni storicamente informate da parte dei maggiori esponenti della musica antica dell'epoca quali lo Studio der frühen Musik diretto da Thomas Binkley, il Ricercare Ensemble fur Alte Musik di Zurigo sotto la guida di Michel Piguet, il clavicembalista Colin Tilney e i liutisti Anthony Bailes, Hopkinson Smith e Konrad Ragossnig. Successivamente negli anni '80 si sono aggiunti l'Hilliard Ensemble, l'Hespèrion XX diretto da Jordi Savall, il Linde-Consort diretto da Hans Martin Linde e il Taverner Consort and Players diretto da Andrew Parrott.
Nel 1987 la EMI Classics ha acquisito Virgin Classics.
Nel 2013 la EMI Classics viene ceduta, assieme alla Virgin Classics (quest'ultima confluita nel catalogo Erato), alla Warner Music Group che ne gestisce il catalogo tramite la divisione classica del suo gruppo, la Warner Classics.

## I principali artisti prodotti

### Compositori
- Thomas Adès
- Craig Armstrong
- Howard Goodall
- Karl Jenkins
- Jon Lord
- Sir Paul McCartney
- Michael Nyman
- Zbigniew Preisner
- John Tavener
- Mohammed Abdel Wahab

### Direttori d'orchestra
- Claudio Abbado
- Sir John Barbirolli
- Daniel Barenboim
- Sir Thomas Beecham
- Sir Adrian Boult
- Edward Elgar
- Lawrence Foster
- Wilhelm Furtwängler
- Carlo Maria Giulini
- Emmanuelle Haïm
- Bernard Haitink
- Vernon Handley
- Daniel Harding
- Richard Hickox
- Mariss Jansons
- Paavo Järvi
- Herbert von Karajan
- Rudolf Kempe
- Otto Klemperer
- John Lanchbery
- Sir Charles Mackerras
- Sir Neville Marriner
- Jean Martinon
- Kurt Masur
- Ingo Metzmacher
- Riccardo Muti
- Sir Roger Norrington
- Antonio Pappano
- Michel Plasson
- André Previn
- Sir John Pritchard
- Sir Simon Rattle
- Jérémie Rhorer
- Blair Ellis Robertson
- Wolfgang Sawallisch
- Jeffrey Tate
- William Walton
- Franz Welser-Möst
- Sir David Willcocks

### Gruppi da camera
- Ahn Trio
- Artemis Quartet
- Alban Berg Quartett
- Belcea Quartet
- Eroica Trio
- Quintetto Boccherini
- Quatuor Ébène

### Gruppi corali
- Cantorion
- Choir of Clare College, Cambridge
- Choir of King's College, Cambridge
- Christ Church Cathedral Choir, Oxford
- John Alldis Choir
- The King's Singers
- Royal Liverpool Philharmonic Choir
- Rundfunkchor Berlin
- Westminster Abbey Choir
- Winchester Cathedral Choir

### Orchestre
- Academy of St. Martin in the Fields
- Berliner Philharmoniker
- Deutsche Kammerphilharmonie Bremen
- English Chamber Orchestra
- Estonian National Symphony Orchestra
- Frankfurt Radio Symphony Orchestra
- London Chamber Orchestra
- London Philharmonic Orchestra
- London Symphony Orchestra
- Orchestre Philharmonique de Monte Carlo
- Philharmonia Orchestra
- Royal Philharmonic Orchestra

### Solisti

#### Piano
- Simon Trpčeski
- Leif Ove Andsnes
- Piotr Anderszewski
- Martha Argerich
- Daniel Barenboim
- Jonathan Biss
- Nazzareno Carusi
- Youri Egorov
- Ingrid Fliter
- David Fray
- Evgeny Kissin
- Stephen Kovacevich
- Li Yundi
- Dong-Hyek Lim
- Dinu Lipatti
- Gabriela Montero
- John Ogdon
- Awadagin Pratt
- André Previn
- Anne Queffélec
- Blair Ellis Robertson
- Artur Schnabel
- Ayako Uehara
- Lars Vogt
- Alexis Weissenberg

#### Violino
- Linda Brava
- Renaud Capuçon
- Sarah Chang
- Kyung-wha Chung
- Nigel Kennedy
- Sir Yehudi Menuhin
- Anne-Sophie Mutter
- Jascha Heifetz
- David Oistrakh
- Itzhak Perlman
- Blair Ellis Robertson
- Christian Tetzlaff
- Maxim Vengerov
- Frank Peter Zimmermann

#### Violoncello
- Andreas Brantelid
- Gautier Capuçon
- Han-na Chang
- Natalie Clein
- Julian Lloyd Webber
- Jacqueline du Pré
- Truls Mørk
- Mstislav Rostropovich
- Trey Lee Chui-yee

#### Tromba
- Maurice André
- Ole Edvard Antonsen
- Alison Balsom
- Markus Stockhausen

#### Corno
- Dennis Brain

#### Oboe
- Christoph Hartmann

#### Clarinetto
- Sabine Meyer

#### Flauto
- Emmanuel Pahud

#### Chitarra
- Manuel Barrueco
- Xuefei Yang

#### Sitar
- Purbayan Chatterjee
- Anoushka Shankar
- Ravi Shankar

### Cantanti

#### Soprano
- Maria Callas
- Patrizia Ciofi
- Diana Damrau
- Natalie Dessay
- Véronique Gens
- Angela Gheorghiu
- Barbara Hendricks
- Ruth Ann Swenson
- Natasha Marsh
- Mady Mesplé
- Kate Royal
- Elisabeth Schwarzkopf
- Kiri Te Kanawa
- Liping Zhang

#### Mezzo-soprano
- Janet Baker
- Joyce DiDonato
- Fairuz
- Christa Ludwig
- Réjane Magloire

#### Contralto
- Kathleen Ferrier
- Umm Kulthum

#### Countertenore
- Max Emanuel Cenčić
- David Daniels
- Philippe Jaroussky
- Gérard Lesne

#### Tenore
- Roberto Alagna
- Alfie Boe
- Ian Bostridge
- Enrico Caruso
- Franco Corelli
- Plácido Domingo
- Abdel Halim Hafez
- Simon O'Neill
- Rolando Villazón

#### Baritono
- Olaf Bär
- Thomas Hampson

#### Basso
- Jonathan Lemalu
- Willard White

### Crossover
- Keedie Babb
- Sarah Brightman
- Celtic Tenors
- Celtic Woman
- Keith Emerson
- Giorgia Fumanti
- Lesley Garrett
- Jane Gilchrist
- John Wilson Orchestra
- Myleene Klass
- Libera
- Mediæval Bæbes
- Maksim Mrvica
- Nigel Kennedy Quintet
- The Planets
- Anoushka Shankar
- Wild